# Bishopbriggs
Bishopbriggs (en gaélico escocés Coille Dobhair y en escocés Bishops' Riggs) es una ciudad escocesa situada en el condado de East Dunbartonshire, su situación cerca de Glasgow la convierte en una importante ciudad dormitorio. En la actualidad posee una población de 23.500 habitantes.
La cantautora escocesa Amy Macdonald es originaria de Bishopbriggs.
- Datos: Q866347
- Multimedia: Bishopbriggs / Q866347